# 竹中重義
竹中 重義（たけなか しげよし）は、江戸時代初期の大名。豊後国府内藩2代藩主。初代藩主・竹中重利の長男。

## 生涯
豊後府内藩初代藩主・竹中重利の長男として誕生。父の重利は竹中重治の従兄弟、母親は竹中重治の妹である。
元和元年（1615年）に父・重利の跡を継いで藩主となり、配流された松平忠直を府内に迎えている。
寛永6年（1629年）7月27日、水野守信に代わって江戸幕府長崎奉行に着任する。重義を推挙したのは老中・土井利勝で、それまでの長崎奉行は幕府の3000石級の旗本から選ばれるのが慣例であり、大名クラスが抜擢されたのは異例であったとされる（幕末まで長崎奉行に任ぜられた万石クラスの人物は重義を入れて2名のみ）。重義の時代に壮絶なキリシタンの弾圧が行われ、穴吊りなど多くのキリシタンを殉教や棄教に追い込んだ拷問が考案された。さらに肥前島原藩主・松倉重政の勧めで雲仙地獄におけるキリシタンの拷問を開始、多くのキリシタンが殉教した。寛永8年（1631年）には絵踏み（踏み絵）が初めて雲仙で行われたという記録が残っている。
寛永9年（1632年）、大御所・徳川秀忠が死去し、3代将軍・徳川家光が完全に権力を握ると、最初の鎖国令を発した。これと連動するかのように、重義は密貿易など職務上の不正を訴えられた。寛永6年（1629年）10月に書かれた平戸のオランダ商館長の手紙によると、「彼が幕府にしか発行できない朱印を勝手に発行して東南アジアとの密貿易に手を貸している」と記録されている。調査の結果、寛永10年（1633年）2月に奉行職を罷免され、切腹を命じられた。寛永11年（1634年）2月22日、嫡子・源三郎と共に浅草の海禅寺で切腹、一族は隠岐に流罪となった（検死役は前任の長崎奉行で、当時大目付であった水野守信であった）。これにより府内藩竹中氏は改易・廃絶となった。
なお、不正の発覚をめぐっては、諸説ある。『通航一覧』によると、堺の商人・平野屋三郎右衛門が、己の妾を重義に奪われ挙句に追放になったとして江戸の町奉行に訴え、その際に重義の不正の数々を告げた。取り調べたところ、それに間違いなしとして、重義は処罰されたとある。また、『バタヴィヤ城日誌』によると、告発者は長崎代官・末次平蔵とその他数名の長崎町民で、竹中采女正が唐人の貨物を着服したり、自ら国禁の海外貿易に手を染めているという訴えであったとしている。

## 系譜
- 父：竹中重利（1562-1615）
- 母：竹中重元の娘
- 正室：松平康重の娘
- 生母不明の子女
  - 男子：源三郎
  - 女子：西尾忠照正室
  - 女子：秋之坊安順正室

## 関連作品
- 黒田騒動（映画、1956年、演：大友柳太朗）
- 踏絵の軍師（山田風太郎、小説、1971年）
- 軍師官兵衛（NHK大河ドラマ、2014年、演：広田亮平）